# トヨタ・グランビア
グランビア（GRANVIA）は、トヨタ自動車の3ナンバーサイズのワンボックス型ミニバンである。

## 初代 CH1/2型（1995年 - 2002年）

### 概要
後に発売される2代目ハイメディックと同様、欧州の新しい衝突安全基準を充たすためにセミキャブオーバー化された欧州向けハイエースとデザインおよびメカニズムの大部分を共用する。
トヨタのセミキャブオーバー型商用車は初代SKB型トヨエース以来であり、ワンボックス型乗用車としてはトヨタ初のフロントエンジン車となる。3ナンバー専用車であり、当時はトヨタの最上級ミニバンであった。
広い室内を特徴としていたが、高額な車種であるにもかかわらず内装の高級感が皆無でチープな点など、旧来のワンボックスカーたる商用車の雰囲気を色濃く残していた。しかし、ホイールベースが長いため旧来のワンボックスよりも乗り心地が良く、エンジンが遠ざかったことでこもり音なども少なくなり、トヨタにおけるミニバンのフラッグシップとしての快適性は備えていた。また、この種のワンボックスとしては乗降をできるだけ楽に行えるよう、ステップに工夫をこらしていた。
しかし、FRレイアウトゆえに縦置きとされたエンジンはバルクヘッドにめり込むほど後部に搭載されており、整備性はキャブオーバー並に悪かった。一方、エンジン搭載位置からフロントミッドシップに近い重量配分となり、このサイズのミニバンとしては思いのほか操縦安定性は良く、安心して運転できた。
また欧州型ハイエースとの共用部品が多いとはいえ、実質的にはほぼ専用設計のシャシーで、オーバークオリティーのボディワーク、凝ったサスペンションなどはコスト増加を招き、少ない販売台数とあいまって決して成功作とは言いがたかった。
搭載エンジンは、2.7 Lガソリン（3RZ-FE型）と3.0 Lディーゼルターボ（1KZ-TE型）の2種類が用意された。トランスミッションは全車4速ATが搭載される。

### グレード
発売当初は7人乗りの「Q」と8人乗りの「G」のみの設定であった。のちに国産ミニバン初の両側スライドドアが装備された「Q デュアルスライドドア」「Q エクセレントセレクションデュアルスライドドア」、「Q プレステージセレクション」、「G クルージングセレクション」「G コンフォートセレクション」が追加された。
ウィンドウガラスは上級グレードが濃色ブロンズガラス、下級グレードがグリーンガラスとなっていた。

### 販売
当初は販売台数は安定していたが、1997年5月に日産・エルグランドが同クラスの車種としてデビューすると、押し出し感のあるダイナミックなフロントマスクや豪華で広い室内、ハイパワーなエンジンなどが評価され、グランビアを遥かに凌ぐ売り上げ（月販1万5000台）を見せてセールス面で苦戦した。1999年8月からは4車種でエルグランドに対抗したが、既存のハイエースシリーズも販売されていた関係やさらに車種が多かったことも影響して購買層の混乱まで発生していたため、売り上げには貢献しなかった。結局、モデル末期までエルグランドに売り上げ台数の差をつけられたままだった。

### 年表
- 1995年8月22日 - 発売。7人乗りの「Q」と8人乗りの「G」の2つ。
- 1996年
  - 4月 - 「G」グレードに上級装備を加えた特別仕様車「Gリミテッド」を設定した。フルタイム4WD、ツインムーンルーフ仕様車も選択可能とする。
  - 8月2日 - 一部改良。全車のフロントドアにUVカットガラスを採用し、前席にセンターテーブルを標準装備。そしてQに木目調パネルを、Gには助手席アームレストとスライドドアイージークローザーなどを標準化によって装備の充実を行った。また、パッケージオプションとしてQに「エクセレントパッケージ装備車」、Gに「ラグジュアリーパッケージ装備車」の設定、身障者用の特別仕様車「ウェルキャブ」を新設定する。
  - 8月22日 - 特別仕様車「パールマイカセレクションパッケージ装備車」を発売。外板色ホワイトジュエリートーニング、専用ストライプ、ツインムーンルーフ、電動カーテン、オートエアコン、ワイヤレスドアロックリモートコントロールなどを特別装備した。
- 1997年
  - 4月8日 - グランビアとドアパネルなどを共用し、5ナンバー枠に収めたハイエース・レジアスが登場する。
  - 5月8日 - グランビア[注釈 5]をベースにした高規格救急車ハイメディックが発売された。のちに姉妹車であるグランドハイエースとともに欧州仕様ハイエースをベースとするロングボディ及びハイルーフが設定され、特装車扱いで主にキャンピングカービルダーや消防向けに発売されていた。
  - 8月17日 - トヨタ救急車を発売するとともに、高規格救急車「ハイメディック」を一部改良し、販売を開始した。静かにドアを閉めることが可能なイージークローザーをバックドアに加え、スライドドアにもオプションで設定。排気管の横出しにより、救急活動時の排ガス影響を軽減した。
  - 8月25日 - マイナーチェンジを実施し、中期型に移行。新たに3.4L V型6気筒エンジン（5VZ-FE）を搭載するとともに、衝突安全ボディGOAの採用、フロントグリルやテールランプのデザイン変更し、国産ミニバン初の両側スライドドアがQとQ エクセレントセレクションで選択可能となった。

同時に、装備を充実させた「Q エクセレントセレクション」や専用ストライプ、本革シートを装備した「Q プレステージセレクション」の追加など、豪華さを前面に押し出すようになる。また、リアスポイラー、オートエアコン、ワイヤレスドアロックリモートコントロールを装備した「G コンフォートセレクション」やウインドシールドブロンズガラス、フロントサイドドアブロンズガラス、熱線反射ブロンズガラス（リアサイド・リアクウォーター・バックドア）、専用外板色エンシャントパールトーニング、専用ストライプ、アルミホイール、ツインムーンルーフ、電動カーテン、専用シート表皮、フロント対面シート、テイクアウトテーブルなどを装備した「G クルージングセレクション」も追加された。
このマイナーチェンジで、2.7Lガソリン車はGグレードのみとなった。
- 1998年5月8日 - 一部改良。従来設定されていた2.7Lガソリンエンジン（3RZ-FE型）を廃止し、ガソリンエンジンは3.4L V6のみとした。この時Gグレードにボディ同色のドアハンドル、マッドガード、スライドドアレールを採用した。特別仕様車としてG コンフォートセレクションをベースに上級のQグレード同様の内装色を採用し、ウインドシールドブロンズガラス（トップシェード付）、フロントサイドドアブロンズガラス、濃色ブロンズガラス（リアサイド・リアクウォーター・バックドア）、特別外板色、専用ストライプ、アルミホイール、バックドアイージークローザー、ツインムーンルーフ、電動カーテン、専用シート表皮＆トリム表皮（ジャカードモケット）、コンライト（オートライト機能）などを特別装備した「Gエクステージ」を設定する。
- 1999年
  - 8月3日 - 2度目のマイナーチェンジを実施し、後期型に移行。

フロントマスクをエルグランドを強く意識した押し出しの強い顔立ちとし、アルミホイールやテールランプのデザインも大幅に変更された。上級のQグレードは全て両側スライドドアとなり、8人乗りが設定された。内装はインパネとシートのデザインを一新し、ステアリングホイールの形状変更やDVDナビゲーションを採用するなどして商品力を向上させた。また、3.4Lガソリンエンジンへの電子制御ATの採用、3.0Lディーゼルターボ車はインタークーラーの装着によって高出力化され、TRCの4WD車への設定を拡大した
  - 10月5日 - トヨタモデリスタインターナショナルは、豪華装備を加えた「ハイルーフラウンジ」を発表した。ベース車より215mm嵩上げされたハイルーフを採用して室内空間を充実させたほか、ウッドパネルや上質な室内照明などを採用しているA仕様とハイルーフ架装のみのB仕様がある。メーカーオプションとして本革シートと専用トリム表皮、販売店オプションとして225/60R16タイヤ（ブリヂストン・REGNO GR5000）＆アルミホイール（3種類から選択）、TRD製ローダウンサスペンションキット（2000年1月発売）を用意する。
- 2000年
  - 4月 - 特装車（TECS）であった「G エアロスポーツバージョン」、「G クルージングセレクションエアロスポーツバージョン」がカタログモデルに昇格するとともに、上級グレードのQ同様にデュアルスライドドアを採用した「G デュアルスライドドアセレクション[注釈 6]」が追加された。
  - 12月1日 - 「ウェルキャブ」シリーズを一部改良した。サイドリフトアップシート車に、シートの回転から昇降までの動作を全自動で行うタイプを新設定した。また、車いす仕様車は車いす固定装置を改良した。
- 2001年8月7日 - 特別仕様車「G クルージングリミテッド」が設定された。G クルージングセレクションをベースに、ウインドシールドブロンズガラス（UVカット、トップシェード付）、UVカットフロントサイドドアブロンズガラス、熱線反射濃色ブロンズガラス（リアサイド・リアクウォーター・バックドア）、専用ストライプ、バックドアイージークローザー、専用シート表皮＆トリム表皮（ジャカードモケット）、木目調パネル（灰皿蓋＆時計まわり）、本革＆木目調ステアリングホイール、コンライト（オートライト機能）などを特別装備した
- 2002年
  - 4月[7] ｰ 生産終了。以降は在庫対応分のみの販売となる。
  - 5月21日 - アルファードの登場により販売終了。ただし、キャンパー特装車ロングボディモデル、ハイメディック・2B型救急車、欧州仕様ハイエースは生産継続する。
- 2005年 - キャンパー特装車ロングボディモデルの生産を終了する。
- 2006年4月26日 - ハイメディック・2B型救急車の生産を終了する。後継はハイエース[注釈 7]がベース車両となる。
- 2007年 - 英国トヨタは商用車の『ハイエース』の2007年モデルを発表した。07年モデルではフロント周りのデザインが日本仕様後期型と同様になり、新デザインのフロントグリル（日本仕様後期型のものにエンブレムはトヨタのCI）が採用された。従来どおりショート/ロングの2ボディが選べ、エンジンは2.5 L直4ディーゼル「D4-D」（95/117ps）を搭載。また、アルミホイールがメーカーオプション設定された。内装ではステアリングホイールの形状変更（200系ハイエースI～III型と同じ）や、インパネデザインは従来どおりではあるがセンタークラスターとパワーウインドースイッチベースはシルバー塗装が施された。
- 2009年5月28日 - 英国トヨタは商用車の『ハイエース』の09年モデルを発表した。07年モデル同様のフロントグリルが採用され、フルホイールキャップが200系ハイエース（I～III型）のハイグレードタイプに近いデザインに変更となった。また、ボディカラーが追加・変更された。内装はシートやドアトリムをグレードアップ。遮音材を追加するなどの改良により、NVHの低減を行った。また、エアコンが全グレードに標準装備され、UVカットガラスが導入された。英国での価格は1万4100ポンド（約217万円）からとなっている。
- 2011年10月28日 - 当車のベースとなっていた欧州向けハイエースが、2012年から欧州連合（EU）で自動車環境規制が強化されること及び円高により欧州戦略が曲がり角を迎えたことを受け、販売継続が困難と判断されたため生産終了となった（翌年には販売も終了）。なお、実質的な後継車はPSAプジョー・シトロエンが2013年からOEM供給するプロエースとなる（2016年現在では2代目に移行している）。

### キャッチコピー
- 「これからの1BOXのために、トヨタがしたこと」「これからの1BOXは、こうなる。」（デビュー時）
- 「1BOXが最高級を身につけると。」「グランワゴン、グランビア」（1997年のマイナーチェンジ時）
- 「その1BOXは、大空に似ている。」「最高の1BOXに乗りたかった。」（1999年のマイナーチェンジ時）

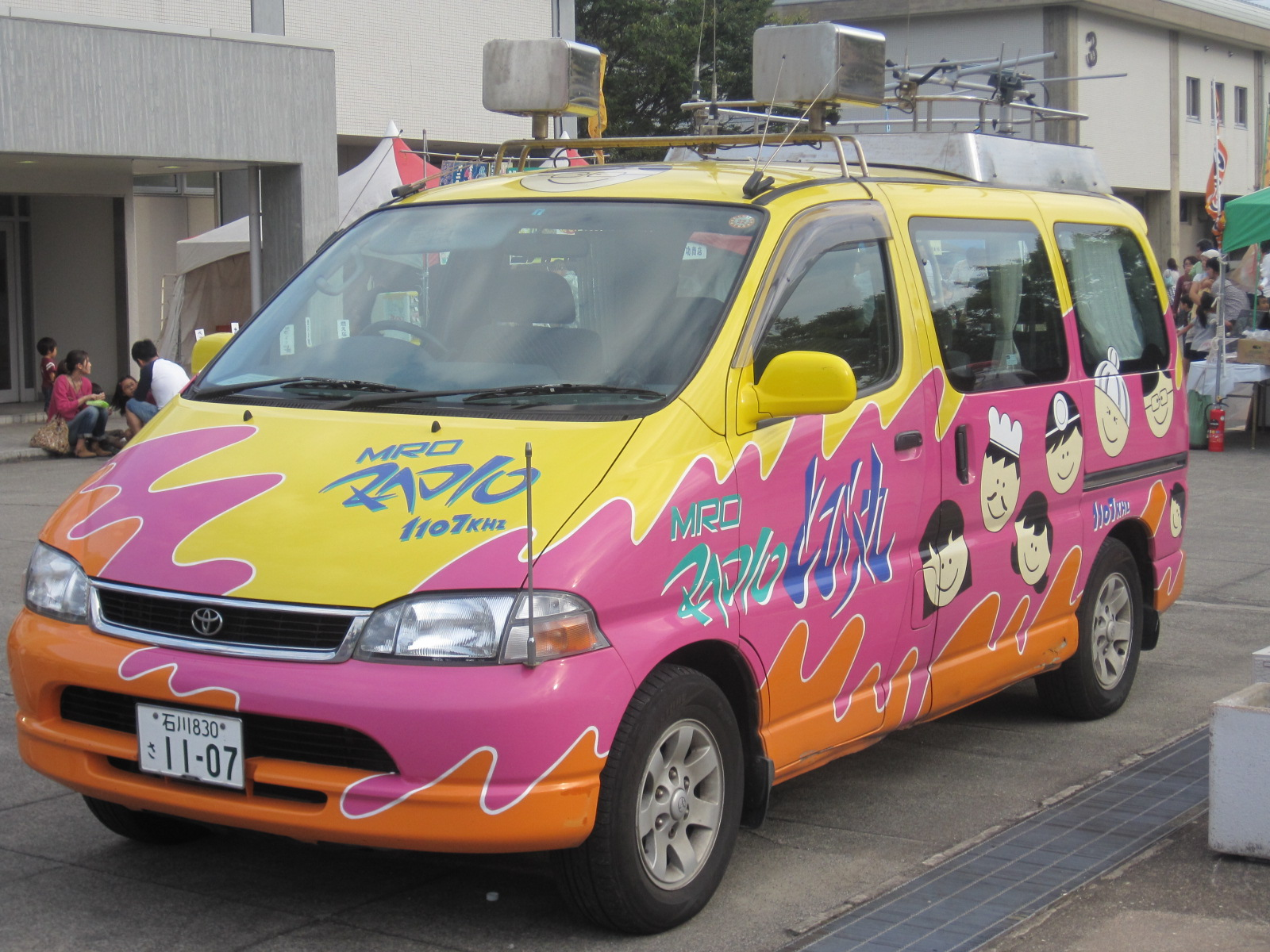
ラジオカー（前期型：北陸放送）
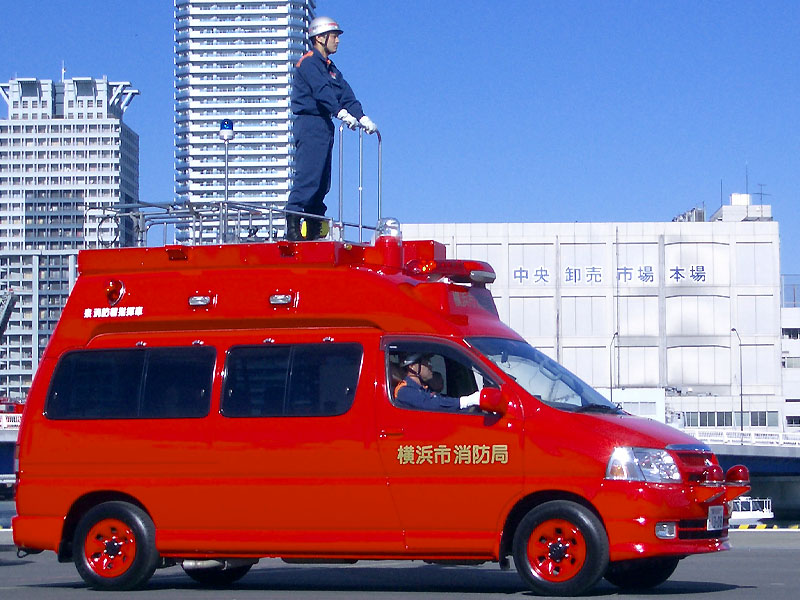
指揮車 トヨタ・グランビア （横浜市消防局〔撮影当時〕）

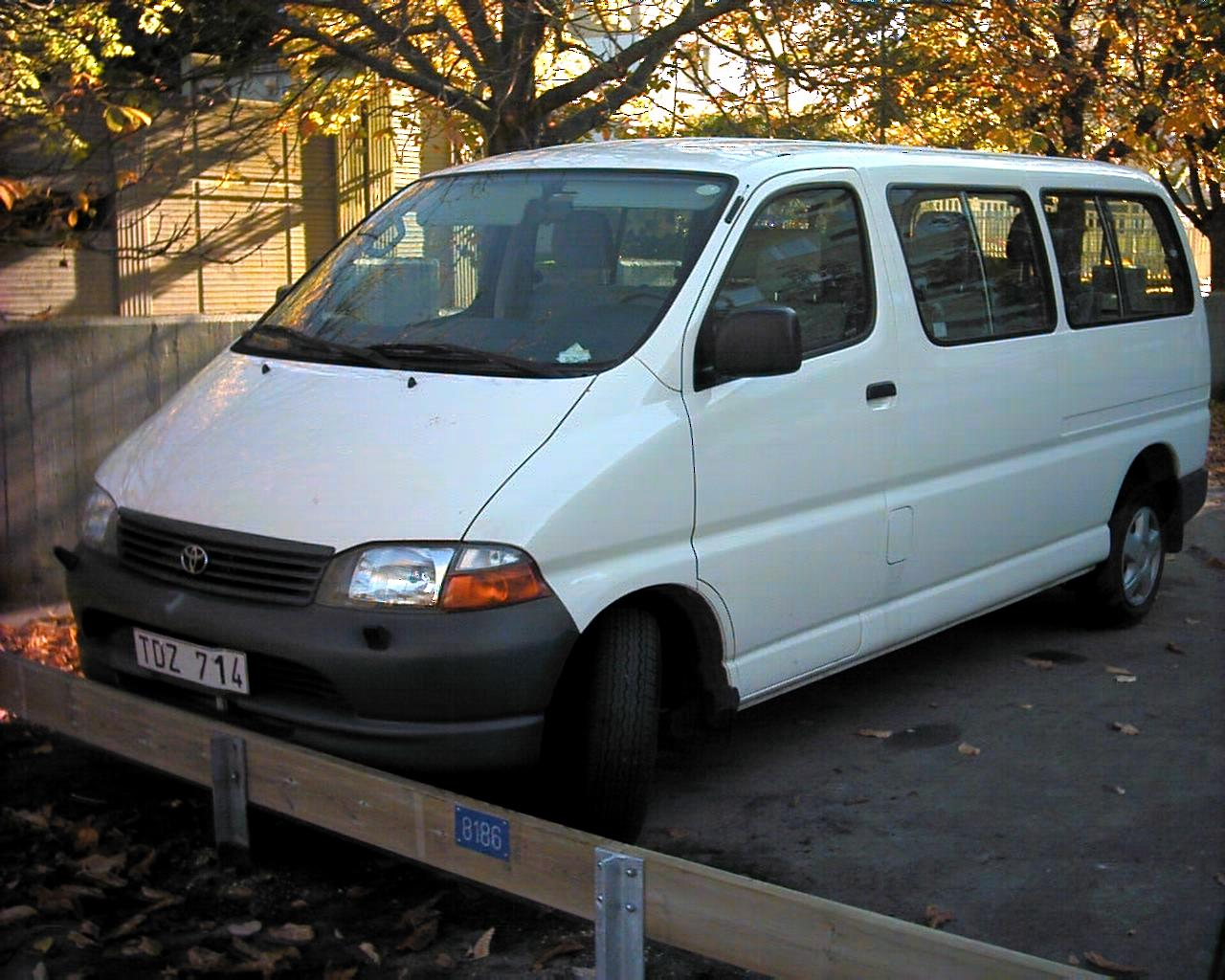
欧州向けハイエース前期型バン
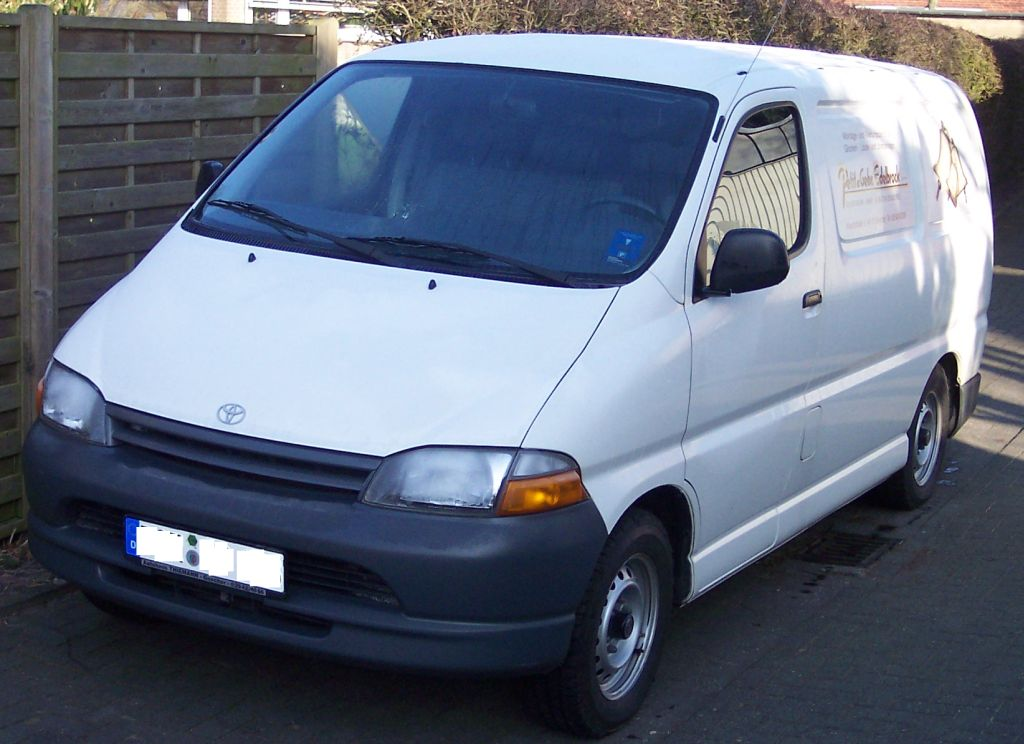
欧州向けハイエースブラインドバン
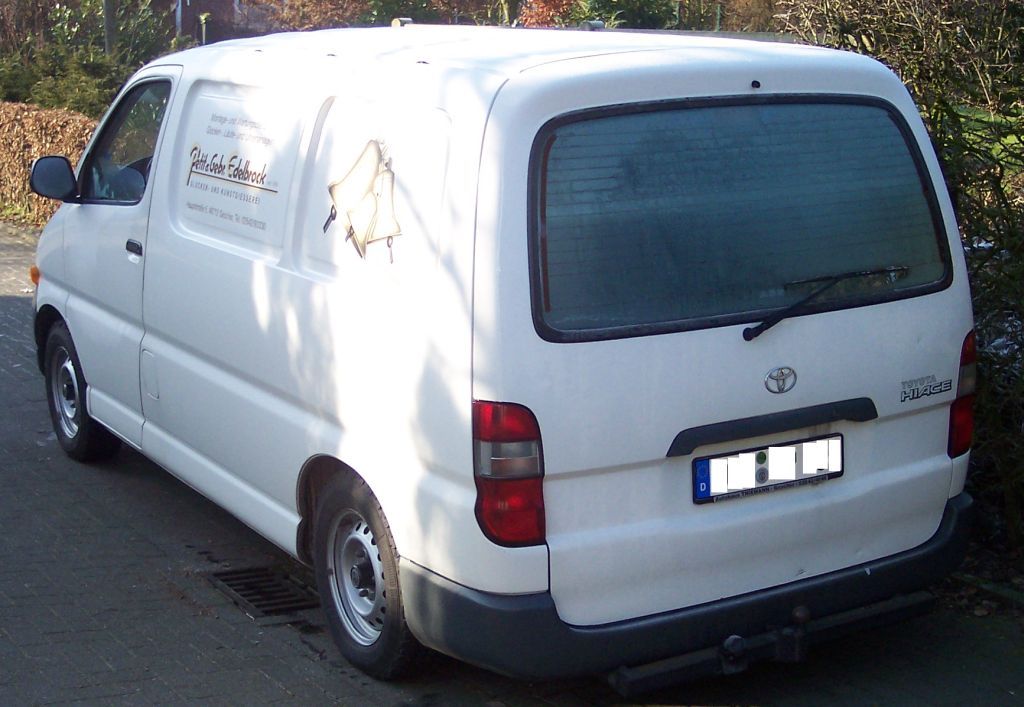
欧州向けハイエースブラインドバン（リア）
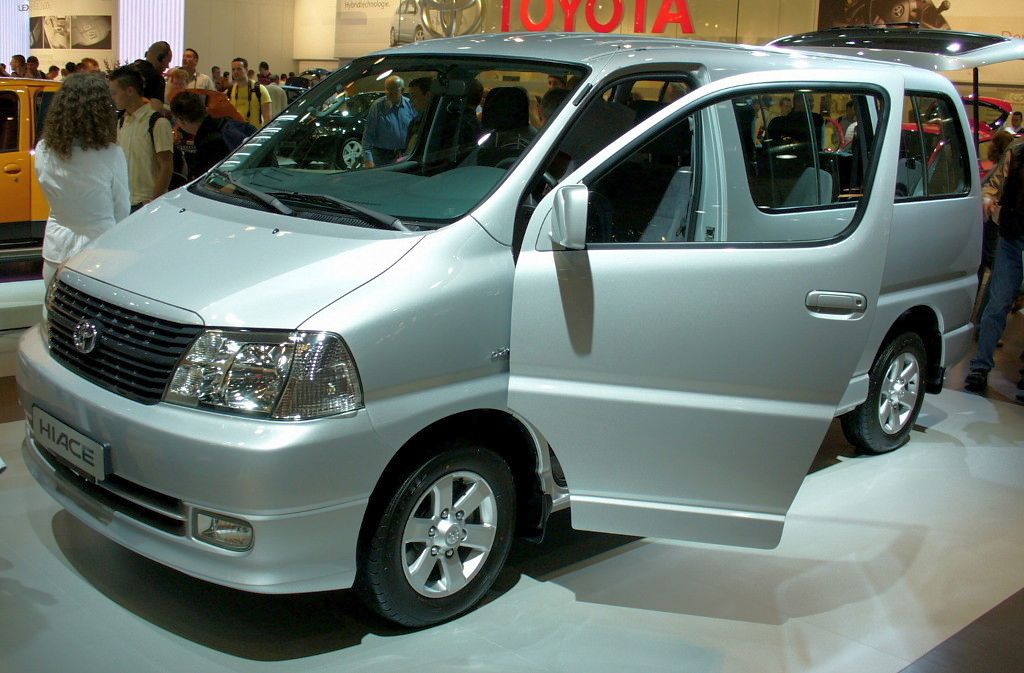
欧州向けハイエース後期型(2007年～)

## 2代目 H300型（2019年 - ）
オセアニア市場で販売するH300型ハイエースをベースとしたミニバンに「グランビア」の名が与えられ、海外市場ではあるが車名が復活した。
なおタイ市場で販売する「マジェスティ」は、グランビアとほぼ同等の内外装と装備を盛り込んだ車種であり、「ベンチュリ―」の後継車種でもある。日本国内では2019年12月に「グランエース」の名称で発売を開始、2019年の東京モーターショーのトヨタ車体ブースではプロトタイプモデルが展示された。「グランビア」の車名は17年ぶりの復活となる。
エンジンは1GD-FTVを搭載。台湾仕様車では尿素フリー触媒の搭載により尿素水を不要とした。また、中東仕様車では3.5L V6の7GR-FEを搭載する。またトランスミッションはアイシン製6速オートマチックを搭載し、前輪マクファーソンストラット、後輪トレーリングリンク式サスペンションを採用している。
- 2019年5月21日 - オーストラリアで「グランビア」を発表[8]。
- 2019年10月14日 - オーストラリアで発売[9][10]。
- 2022年3月15日 - 台湾で「グランビア」の8人乗りモデルを発売[11]。
- 2022年8月16日 - オーストラリアで改良型を発表し発売[12]。

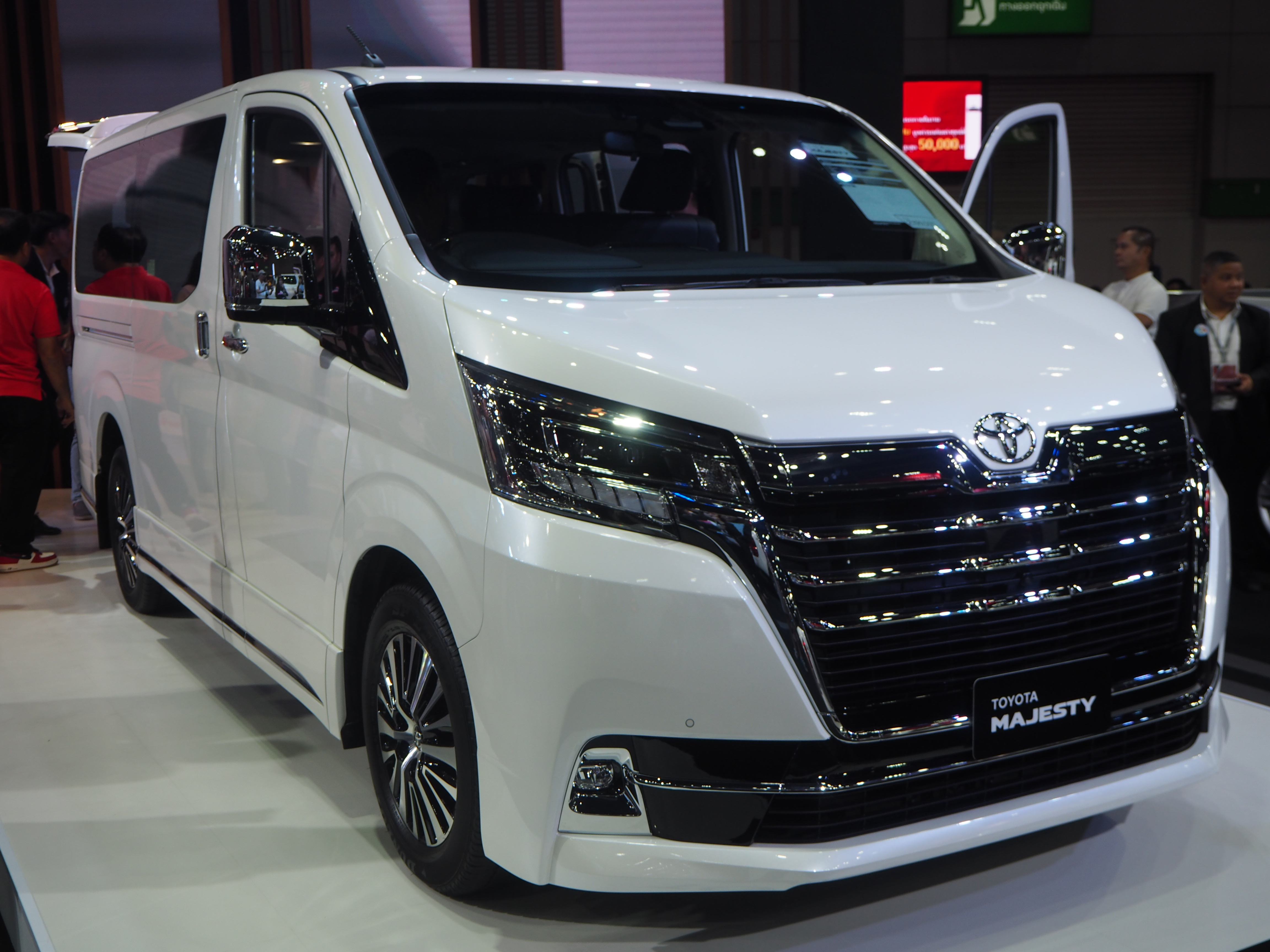
タイ市場向けのマジェスティ

## 2代目 中国仕様（2022年 - ）
- 2022年5月25日、一汽トヨタが初公開[13]。
- 2022年12月16日、一汽トヨタで発売された[14]。

## 車名の由来
イタリア語で「偉大な道」という意味。なお、スペイン・マドリードの中心部にある「グランビア通り（en）」との直接の関連はない。